# باتسي ريدي
باتريشيا لي «باتسي» ريدي (بالإنجليزية: Dame Patricia Lee "Patsy" Reddy)‏ ـ (ولدت في 17 مايو 1954) هي محامية ومديرة غير تنفيذية نيوزيلندية. تولت منصب حاكم عام نيوزيلندا بعد أدائها اليمين الدستورية في 28 سبتمبر 2016، لتكون الحاكم العام الحادي والعشرين لنيوزيلندا، خلفًا للسير جيري ميتاباري.